# Пизь
Пизь — река в России, правый приток реки Буй. Длина реки — 151 км, площадь водосборного бассейна — 2210 км².
Берёт начало в Еловском районе Пермского края, протекает по Чайковскому району Пермского края, по границе с республикой Башкортостан. Достигает ширины 15—25 м при скорости течения 3-5 км/ч и глубине 1,2—2,5 м. Извилистость реки высокая. Впадает в реку Буй в 20 км от её устья, на границе Удмуртии и Башкортостана.
Вскрытие в последней декаде апреля — первой декаде мая. Пик половодья — во второй декаде мая. Ледостав — в первой декаде ноября.
В водосборе реки имеется 6 озёр и около 100 притоков.

## Притоки
(указано расстояние от устья)
- 22 км: Поша
- 61 км: Ясновка
- 63 км: Буренка
- 86 км: Большая Уса
- 89 км: Соснова
- 107 км: Казекта
- 115 км: Мартьяновка
- 118 км: Малая Пизь
- 135 км: Талица